# 三民自
三民自是對台灣的三立電視、民間全民電視公司、自由時報這3家傳媒機構的合稱，其政治意識形態偏向泛綠陣營，因此也代稱泛綠媒體。「三民自」一詞來自於「三明治」的諧音。